# Ernst Höfner (Eishockeyspieler)
Ernst Höfner (* 21. September 1957 in Augsburg) ist ein deutscher Eishockeyspieler und -trainer. Seit 1999 ist er Bundestrainer der deutschen U20-Nationalmannschaft sowie zusammen mit Klaus Merk Co-Trainer der deutschen Eishockeynationalmannschaft.

## Spielerkarriere
Ernst Höfner begann seine Karriere im Nachwuchs des Augsburger EV und gehörte ab 1974 zum Stammkader der ersten Mannschaft, die an der 2. Eishockey-Bundesliga teilnahm. 1976 stieg der Verein in die Eishockey-Bundesliga auf. Höfner erzielte in der folgenden Spielzeit 51 Scorerpunkte in 48 Saisonpartien, so dass er mit der Alois-Schloder-Trophäe als bester Neuling der Bundesliga ausgezeichnet wurde. Trotz seiner Leistungen stieg der AEV in die 2. Bundesliga ab. Nach dem finanziell bedingten Rückzug seines Heimatvereins 1979 schloss er sich – entgegen dem damaligen Trend – keinem Verein aus den westlichen Landesteilen an, sondern dem SC Riessersee. Zusammen mit Vladimír Dzurilla, den Verteidigern Ignaz Berndaner und Joachim Reil sowie seinem Sturmpartner Franz Reindl gehörte er in den folgenden drei Jahren zu den Leistungsträgern des Traditionsklubs, mit dem er 1981 die deutsche Meisterschaft gewann.
Ab 1982 war Ernst Höfner für den Sportbund Rosenheim aktiv und gehörte neben Karl Friesen zu den Leistungsträgern, die den Sportbund an die Spitze des deutschen Eishockeys führten. Obwohl Höfner torgefährlich war, lag sein Hauptaugenmerk stets darauf, seine Mitspieler mit Vorlagen zu bedienen. Egal, ob mit den Flügelstürmer Rick Bourbonnais und Ernst Adlmaier in den frühen 1980er Jahren, oder Franz Reindl und Georg Franz Mitte des Jahrzehnts oder den Nachwuchsspielern Reemt Pyka und Wolfgang Kummer zum Ende seiner Laufbahn – Höfner kreierte als Center mit seiner Spielweise ausreichend Torchancen, die seine Mitspieler verwerteten. Höfner bereitete während seiner Zeit beim SBR insgesamt 452 Tore vor. Darüber hinaus war Höfner meist der Spieler, der in engen Spielen, oder wenn die Mannschaft zurücklag, dem Spiel eine Wende geben und seine Mitspieler zusätzlich motivierte. So erzielte er viele Ausgleichs- oder Siegtreffer in letzter Minute sowie mehrere Sudden-Death-Tore. 1985 und 1989 gewann Höfner mit dem Sportbund Rosenheim die deutsche Meisterschaft. Zudem wurde er 1985 als Spieler des Jahres und mit dem Gustav-Jaenecke-Pokal ausgezeichnet sowie in das All-Star Team der Bundesliga berufen.
Am Ende seiner aktiven Laufbahn 1992 wurde der Sportbund nach einer Finalniederlage gegen die Düsseldorfer EG in die 2. Bundesliga zurückgestuft. Höfner absolvierte insgesamt 666 Spiele in der Bundesliga. Er erzielte dabei 376 Tore und erreichte 663 Assists, insgesamt 1039 Scorerpunkte. Damit belegt er den sechsten Platz der ewigen Scorerliste der Bundesliga.

### International
Höfners internationale Karriere begann bei der U19-Junioren-Europameisterschaft 1976, bei der er Topscorer und bester Torschütze wurde. Bei der Junioren-Weltmeisterschaft 1977 bildete er mit Holger Meitinger und Gerd Truntschka die beste Sturmreihe des Turniers und wurde bei der Herren-Weltmeisterschaft 1981 in Schweden bester Torjäger und nach Meitinger zweitbester Scorer aller Teilnehmer.
Insgesamt nahm er an sechs Weltmeisterschaften teil, blieb jedoch bei einigen dieser Turniere unter seinem aus der Bundesliga gewohnten Niveau. 1984 gehörte er zum deutschen Nationalkader beim Canada Cup. Außerdem gehörte er zwei Olympiamannschaften an, 1980 in Lake Placid und 1984 in Sarajevo.
Nach der Weltmeisterschaft 1987 in Wien trat er aus dem Nationalteam zurück, um in den Sommerpausen besser regenerieren zu können. Nach seiner schweren Knöchelverletzung 1988 schloss er eine Rückkehr in die Nationalmannschaft definitiv aus.
Für die deutsche Nationalmannschaft absolvierte Höfner insgesamt 140 Länderspiele und erzielte dabei 40 Tore.

### Erfolge und Auszeichnungen
| - 1976 Bester Torschütze und Topscorer der U19-Junioren-Europameisterschaft - 1977 Alois-Schloder-Trophäe (Bester Neuling der Bundesliga 1976/77) - 1981 Bester Torschütze der Weltmeisterschaft - 1981 Deutscher Meister mit dem SC Riessersee - 1983 Topscorer der Bundesliga-Playoffs - 1985 Deutscher Meister mit dem SB Rosenheim | - 1985 Spieler des Jahres - 1985 All-Star Team der Bundesliga-Saison 1984/85 - 1985 Gustav-Jaenecke-Pokal (Topscorer der Bundesliga 1984/85) - 1985 Topscorer der Bundesliga-Playoffs - 1988 Topscorer der Bundesliga-Playoffs - 1989 Deutscher Meister mit dem SB Rosenheim |

### Karrierestatistik

#### International
Vertrat Deutschland bei:
| - U19-Junioren-Europameisterschaft 1976 - U20-Junioren-Weltmeisterschaft 1977 - Olympischen Winterspielen 1980 - Weltmeisterschaft 1981 - Weltmeisterschaft 1982 - Weltmeisterschaft 1983 | - Canada Cup 1984 - Olympischen Winterspielen 1984 - Weltmeisterschaft 1985 - Weltmeisterschaft 1986 - Weltmeisterschaft 1987 |

(Legende zur Spielerstatistik: Sp oder GP = absolvierte Spiele; T oder G = erzielte Tore; V oder A = erzielte Assists; Pkt oder Pts = erzielte Scorerpunkte; SM oder PIM = erhaltene Strafminuten; +/− = Plus/Minus-Bilanz; PP = erzielte Überzahltore; SH = erzielte Unterzahltore; GW = erzielte Siegtore; 1 Play-downs/Relegation; Kursiv: Statistik nicht vollständig)

## Trainerkarriere
Direkt nach seinem Karriereende als Spieler wurde Höfner Cheftrainer des SB Rosenheim, mit dem er am Ende der Saison 1992/93 den Aufstieg in die 1. Bundesliga schaffte. Ein Jahr später qualifizierte sich der Sportbund unter seiner Führung mit dem neunten Platz in der Tabelle für die neu eingeführte Deutsche Eishockey Liga. Höfner blieb bis zum Ende der Saison 1995/96 Trainer der Rosenheimer.
1997 wurde er vom SC Riessersee als Cheftrainer verpflichtet. Mit einem neunten Platz in der 1. Liga Süd qualifizierte sich die von ihm betreute Mannschaft direkt für die 1998 erschaffene Bundesliga. In der folgenden Spielzeit war Höfner Cheftrainer des EC Bad Tölz, der ebenfalls an der Bundesliga teilnahm. Parallel dazu wurde Höfner 1998 vom DEB zum Co-Trainer der deutschen Nationalmannschaft berufen. Ein Jahr später, am 1. Juli 1999, wurde er hauptamtlicher Bundestrainer der Nachwuchsmannschaften des DEB.
Im Jahr 2000 initiierte er die Gründung der Deutschen Nachwuchsliga (DNL) und setzt sich seither für die kontinuierliche Betreuung aller Nachwuchs-Nationalspieler ein. 2007 gründete Höfner die Initiative „WM 2010 – Chance für das Deutsche Eishockey“, die die Verbesserung der Nachwuchsarbeit in Deutschland zum Ziel hatte.